# Skyscanner
Skyscanner — це метапошукова система та туристична агенція, розташована в Единбурзі, Шотландія. Сайт доступний понад 30 мовами і має 100 млн відвідувачів щомісяця. Компанія дозволяє відстежувати та замовляти квитки для подорожей, а також бронювати готелі та автомобілі.

## Історія
Компанію створено 2003 року трьома програмістами: Гаретом Вільямсом, Баррі Смітом та Бонамі Граймсом, після того, як Гарет розчарувався в пошуку авіарейсів на гірськолижні курорти. Першу версію Skyscanner опубліковано 2002 року. 2003 року найнято першого співробітника, 2004 року відкрито Едінбурзький офіс.
2008 року Skyscanner отримав фінансування першого раунду у 2,5 млн фунтів від венчурного фонду Scottish Equity Partners (SEP).
2011 року Skyscanner придбав Zoombu. Skyscanner відкрив офіс у Сінгапурі у вересні 2011 року, там було розташовано штаб-квартиру Азійсько-Тихоокеанського регіону. 2012 року відкрито офіс у Пекіні, Skyscanner почав співпрацю з Baidu, найбільшою пошуковою системою Китаю.
До 2013 року в компанії працювало понад 180 осіб. У лютому 2013 року Skyscanner оголосив про плани відкриття офісу у Маямі. У жовтні 2013 року Sequoia Capital придбала частку в Skyscanner, оцінивши його у $800 млн. У червні 2014 року Skyscanner придбав Youbibi, компанію з пошукових систем подорожей, розташовану в Шеньчжені, Китай.
У жовтні 2014 року Skyscanner придбав у Будапешті розробника мобільних додатків Distinction.
До лютого 2015 року на підприємстві працювало 600 осіб, що вдвічі більше, ніж за 1,% роки до того.
У січні 2016 року компанія отримала $192 млн на основі оцінки компанії в $1,6 млрд.
У листопаді 2016 року Trip.com Group (раніше Ctrip), найбільша туристична компанія в Китаї, купила Skyscanner за $1,75 млрд.
Після продажу компанії Ctrip найбільший акціонер Skyscanner, SEP, завершив вихід з бізнесу.
У 2017 році Ctrip придбав домен Trip.com і запустив Trip.com. Початкова платформа стала дочірньою компанією Skyscanner.
У вересні 2019 року Skyscanner представив глобальний ребрендинг.